# Гмыря, Борис Романович
Бори́с Рома́нович Гмы́ря (укр. Гмиря Борис Романович; 1903—1969) — советский камерный и оперный певец (бас). Народный артист СССР (1951). Лауреат Сталинской премии второй степени (1952).

## Биография

### Происхождение
Борис Гмыря родился 23 июля (5 августа) 1903 года в местечке Лебедин (ныне город в Сумской области, Украина) в семье каменщика.
Работал сначала грузчиком в Севастополе, затем матросом на Черноморском торговом флоте.
В 1926—1930 годах учился на вечернем рабфаке. В 1935 году окончил Харьковский инженерно-строительный институт (ныне Харьковский национальный университет строительства и архитектуры), в 1935—1936 годах — аспирант Харьковского научно-исследовательского института сооружений. В 1939 году окончил Харьковскую консерваторию (ныне Харьковский национальный университет искусств имени И. П. Котляревского) (класс пения Павла Голубева).

### Творческая карьера
С 1936 года выступал на сцене Харьковского театра оперы и балета (с 1944 — имени Н. В. Лысенко).
С 1939 по 1957 год — солист Киевского театра оперы и балета им. Т. Г. Шевченко. В его репертуаре 40 оперных партий (пропел 75 арий).
В период оккупации Украины во время Великой Отечественной войны жил в Киеве, выступал в театре, его вывозили в Берлин, где он, в частности, пел партию Вольфрама в опере «Тангейзер» Р. Вагнера. В 1943—1944 годах работал в Каменец-Подольском: сначала в переведённом сюда немцами Полтавском музыкально-драматическом театре, а после прихода Красной армии — в городском музыкально-драматическом театре.
Дал более трёх тысяч концертов, в которых исполнял от 25 до 40 сочинений. Камерный репертуар певца включал многочисленные (свыше 600) произведения украинских, русских и зарубежных композиторов, народных песен и романсов.
Гастролировал по городам СССР и за рубежом: Чехословакия (1955), Болгария (1956), Польша (1956), Китай (1957), Венгрия, Югославия.
В 1951 году на Декаде украинского искусства в Москве по личному указанию И. В. Сталина получил звание Народный артист СССР вместо Народный артист Украинской ССР.
Скончался 1 августа 1969 года в Киеве. Похоронен на Байковом кладбище.

## Семья
- Первая жена — Анна Ивановна (?—1950).
- Вторая жена — Вера Августовна (1914—1996), доктор медицинских наук, научный сотрудник Института физиологии имени А. Богомольца НАН Украины.

## Звания и награды
- Лауреат Всесоюзного конкурса вокалистов (2-я премия, Москва, 1939)[3]
- Заслуженный артист Украинской ССР (1941)[2]
- Народный артист СССР (1951)
- Сталинская премия второй степени (1952) — за концертно-исполнительскую деятельность
- Орден Ленина (1960)

## Творчество
Обладая голосом широкого диапазона и мягкого, бархатного тембра, был одним из ведущих мастеров советской оперной сцены. Диапазон голоса позволял певцу запросто исполнять баритоновые партии. Ему были присущи глубокое психологическое раскрытие сценических образов, большая эмоциональная выразительность, сдержанная внутренняя сила.

### Оперные партии
- «Иван Сусанин» М. И. Глинки — Иван Сусанин
- «Руслан и Людмила» М. И. Глинки — Руслан
- «Борис Годунов» М. П. Мусоргского — Борис Годунов
- «Русалка» А. С. Даргомыжского — Мельник
- «Евгений Онегин» П. И. Чайковского — Гремин
- «Моцарт и Сальери» Н. А. Римского-Корсакова — Сальери
- «Пиковая дама» П. И. Чайковского — Томский
- «Фауст» Ш. Гуно — Мефистофель
- «Тарас Бульба» Н. В. Лысенко — Тарас Бульба
- «В бурю» Т. Н. Хренникова — Фрол
- «Молодая гвардия» Ю. С. Мейтуса — Валько
- «Богдан Хмельницкий» К. Ф. Данькевича — Кривонос
- «Заря над Двиной» Ю. С. Мейтуса — Тихон Нестеров
- «Милана» Г. И. Майбороды — Рущак
- «Броненосец „Потёмкин“» О. С. Чишко — Вакуленчук
- «Лакме» Л. Делиба — Нилаканта
- «Наймычка» М. И. Вериковского — Трофим
- «Запорожец за Дунаем» С. С. Гулак-Артемовского — Султан
- «Севильский цирюльник» Дж. Россини — Дон Базилио
- «Князь Игорь» А. П. Бородина — Галицкий
- «Богема» Дж. Пуччини — Коллен
- «Фиделио» Л. ван Бетховена — Рокко
- «Мазепа» П. И. Чайковского' — Кочубей
- «Царская невеста» Н. А. Римского-Корсакова — Собакин

### Романсы и песни
- «Зимний путь» Ф. Шуберта
- «Лесной царь» Ф. Шуберта
- «Песни и пляски смерти» М. П. Мусоргского
- «Персидские песни» А. Г. Рубинштейна
- «Сердце поэта» и другие песни Э. Грига (всего 9)

### Фильмография
- 1952 — Концерт мастеров украинского искусства (фильм-концерт) — певец, исполнил арию Бориса из оперы «Борис Годунов»
- 1962 — Голубой огонёк-1962 (музыкальный фильм) — певец, исполнил украинскую народную песню «Ніч яка місячна»
- 1963 — Наймичка (фильм-опера) — Трофим

### Дискография
- За 1947—1970 годы в бывшем СССР было выпущено 220 разноплановых пластинок из записями певца, которые издавали тиражами от 100 тыс. до 600 тыс. и переиздавались 120 раз. Общий их тираж составил около 7 миллиардов.
- Фондом Бориса Гмири выпущено 13 CD с записями певца. Всего будет выпущено 50 CD

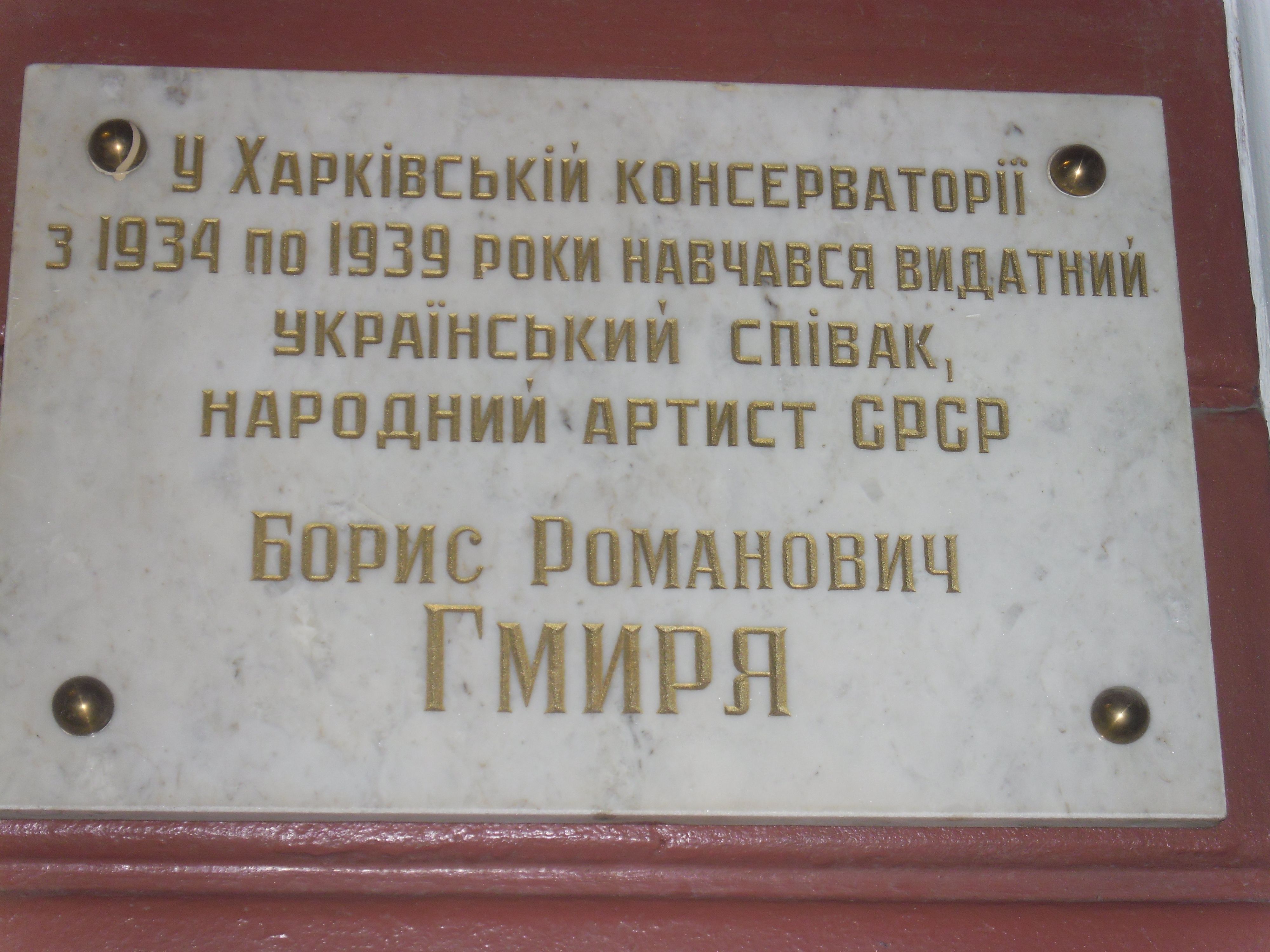
Мемориальная доска в Харьковском университете искусств

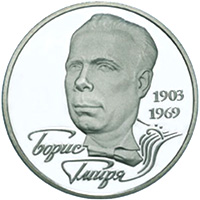
Памятная монета Украины

- В 1973 году, в Киеве, на доме, где в 1951—1969 годах жил певец (Крещатик, № 15) открыта мемориальная доска с его портретным изображением (скульптор И. Кавалеридзе, архитектор А. Игнащенко). Здесь открыта мемориальная музей-квартира.
- В Лебедине при Доме культуры основана музей-комната Б. Гмыри.
- В 1993 году создан Фонд Бориса Гмыри[4]
- В честь Б. Р. Гмыри названа улица в Киеве (жилмассив «Позняки»). Также улицы имени певца есть в Полтаве, Харькове, Чернигове, Сумах, Лебедине, Днепропетровске и др.
- Именем певца названы музыкальные школы в Днепропетровске, Лебедине, Харькове.
- Ежегодно проводятся детско-юношеские фестивали и конкурсы в Днепропетровске, Лебедине, Сумах имени певца.

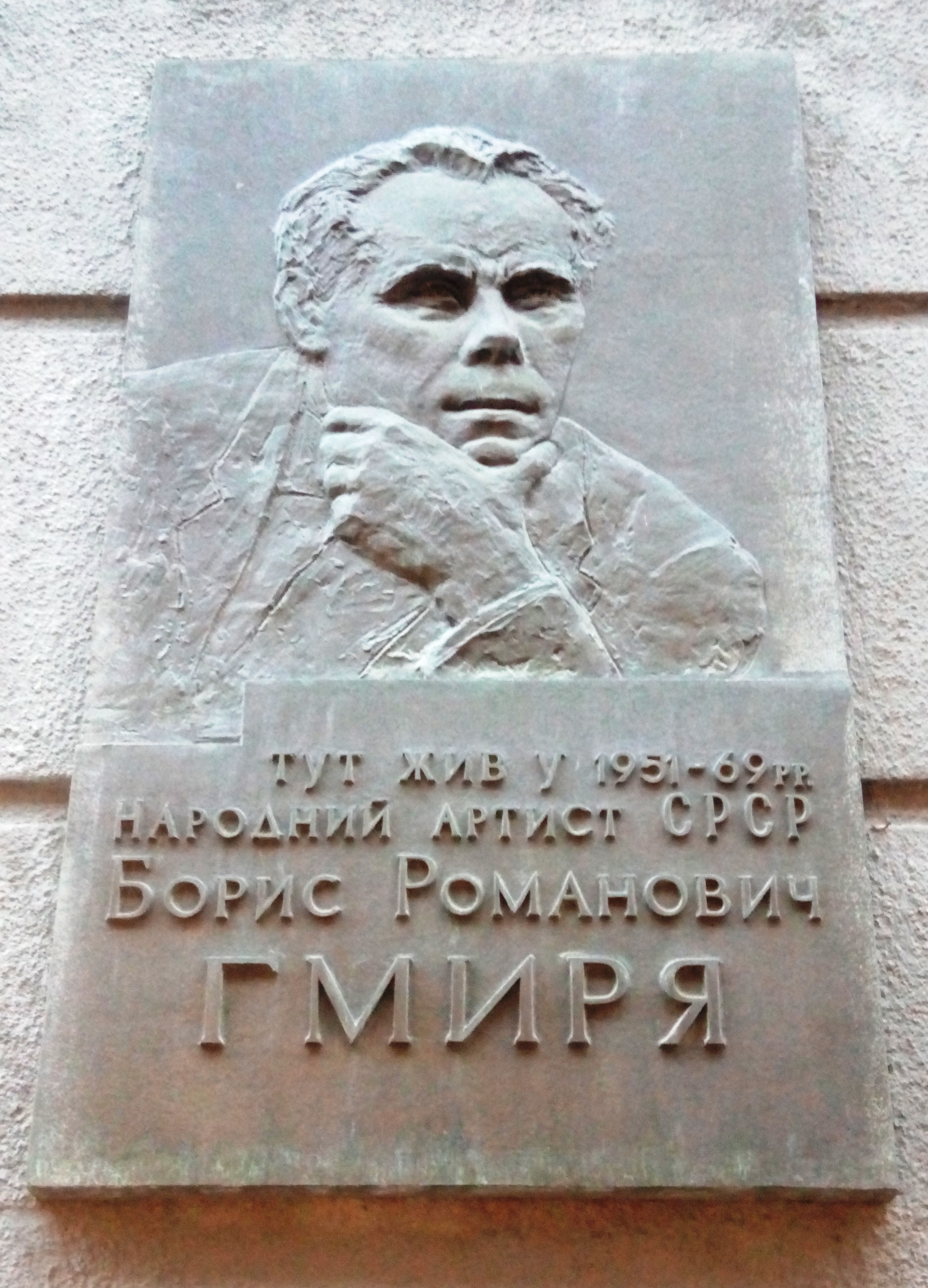
Мемориальная доска Борису Гмыре на улице Крещатик 15 в Киеве

- Мемориальная доска Борису Гмыре на улице Крещатик 15 в КиевеВ 2003 году Национальный банк Украины выпустил памятную монету, а почта Украины — почтовую марку.
- В 2004 году Министерством культуры Украины, Киевской городской государственной администрацией и Фондом Бориса Гмири основан Международный конкурс вокалистов имени Б. Гмыри, который проводится раз в 3-4 года[5]
- В 1962 году имя певца внесено в престижную Международную энциклопедию «Whо іs whо», в 1992 — в список ста славных украинцев за тысячелетнюю историю Украины, в 2001 — в альманах «Выдающиеся деятели Украины прошлых столетий», в 2002 — в альманах «Золотая элита Украины».
- В 2010 году опубликовано уникальное издание «Борис Гмыря. Дневники. 1936—1969» (составитель и автор сопроводительных текстов Ганзя Прынц. Издательство «Фолио», Харьков).